# Maria Antònia Font Oliver
Maria Antònia Font Oliver (Mallorca), és una professora i sindicalista d'educació secundària a Palma, que fou Directora General de Salut Pública i Participació del Govern de les Illes Balears (2019-2023).
Maria Antònia Font es va llicenciar en filologia catalana per la UB. Ha exercit de professora del cos de secundària i de professora associada a la UIB. Ha estat responsable de normalització lingüística del sindicat majoritari d’educació a les Illes Balears STEI intersindical, sent-ne membre de l’executiva (2008-2018). Ha estat igualment presidenta de la FOLC (2016-2020), presidenta del Col·lectiu de Dones dels Països Catalans, fundadora d'Enllaçats per la Llengua i membre del Consell Social de la Llengua catalana de les Illes Balears des del 2002 fins a l’actualitat.
El març de 2024, Maria Antònia es va incorporar al govern del Consell de la República.